# Riversleigh
Riversleigh je područje od 100 km² na sjeverozapadu australske pokrajine Queensland koje je najpoznatije po mnogim fosilima drevnih sisavaca, ptica i reptila iz oligocena i miocena. Ovi fosili su iznimno rijetki primjerci fosila u mekanom slatkovodnom vapnencu koji nije prešan, te su zadržali svoje točne dimenzije. Ovaj lokalitet je nezaobilazan u istraživanju razvoja australskih životinja tijekom kenozoika (posljednjih 65 milijuna godina). Zbog toga je ovo područje upisano na UNESCO-ov popis mjesta svjetske baštine u Australiji i Oceaniji, ali i na popis australske prirodne baštine, kao dio Nacionalnog parka Boodjamulla, 1994. godine.
- Lubanja Obdurodon dicksoni, izumrle vrste jednootvornog sisavca koji liježe jaja
- Ekaltadeta, izumrla vrsta klokana-mesoždera
- Trilophosuchus rackhami, krokodil koji je živio na drveću

## Vanjske poveznice
- Riversleigh  Arhivirana inačica izvorne stranice od 16. siječnja 2006. (Wayback Machine) (engl.) Posjećeno 9. travnja 2011.

### Ostali projekti
|  | Zajednički poslužitelj ima još gradiva o temi Riversleigh |